# Parc Saint-Léonard
Le parc Saint-Léonard, aussi appelée esplanade Saint-Léonard, est une esplanade et un parc de la ville de Liège situés dans le quartier du centre entre Féronstrée et la rue Saint-Léonard.

## Description
Cette esplanade d'une longueur d'environ 300 mètres et d'une largeur de 50 à 80 mètres est bordée par une double rangée d'arbres. Il s'agit d'un espace plat comportant un terrain de sport, une plaine de jeux, une pièce d'eau, une pelouse, une vaste esplanade permettant d’accueillir divers événements ponctuels ainsi qu'une passerelle menant au pied des coteaux de la Citadelle. Au sud, le parc est prolongé vers la rive de la Meuse par l'espace arboré de la place des Déportés (parking). Le parc est longé à l'ouest par la rue de la Résistance et à l'est par la rue Mathieu Laensbergh.

## Historique

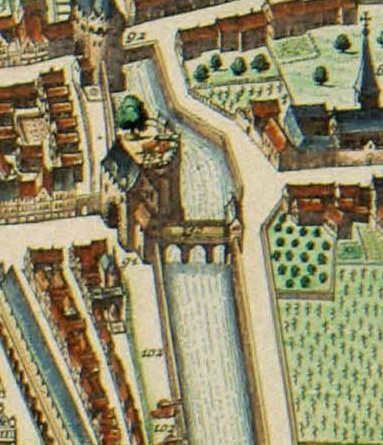
Le fossé Saint-Léonard au XVII à la place du parc Saint-Léonard actuel

### Les douves (fossé Saint-Léonard)
L'endroit où se trouvent actuellement la place des Déportés et le parc Saint-Léonard avait été creusé au cours du XIIIe siècle pour former le fossé Saint-Léonard ou fossé des Walles rempli d'eau de la Meuse et servant ainsi de douves aux remparts nord de la ville de Liège et accessoirement de refuge pour les bateaux en cas de crue ou de débâcle du fleuve. Un pont franchissait ce fossé en face de la porte Saint-Léonard qui gardait l'entrée de Féronstrée. Les portes de Vivegnis au nord et Maghin en bord de Meuse étaient d'autres points de passage à travers les remparts appelés ici remparts des Walles. Ils étaient aussi renforcés par le bastion Saint-Léonard. Le fossé qui était creusé perpendiculairement à la Meuse avait une longueur d'environ 400 m et une largeur variant entre 30 et 50 m. Il se terminait au pied des coteaux de la Citadelle.

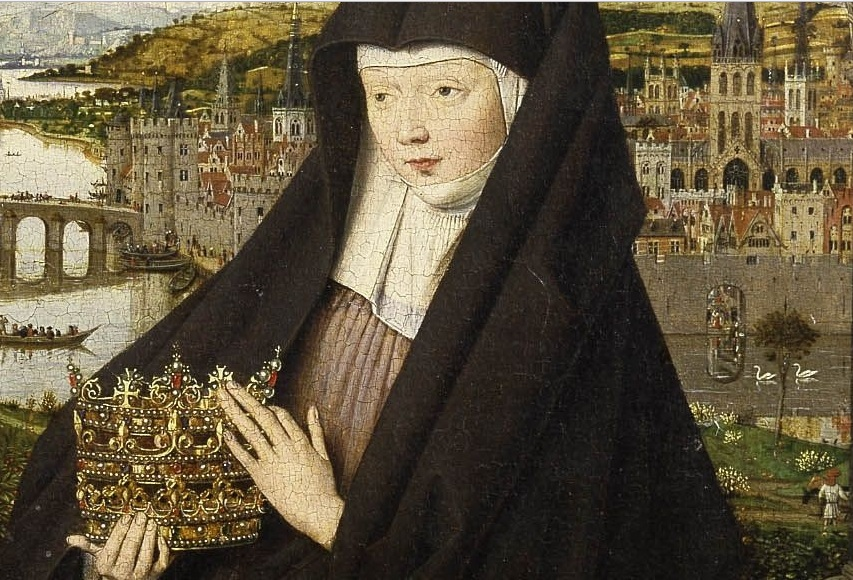
Détail de La Vierge aux Chartreux de Jan van Eyck, vers 1440-1441 : à gauche, le pont des Arches et, à droite, le fossé Saint-Léonard et ses remparts

### La prison Saint-Léonard

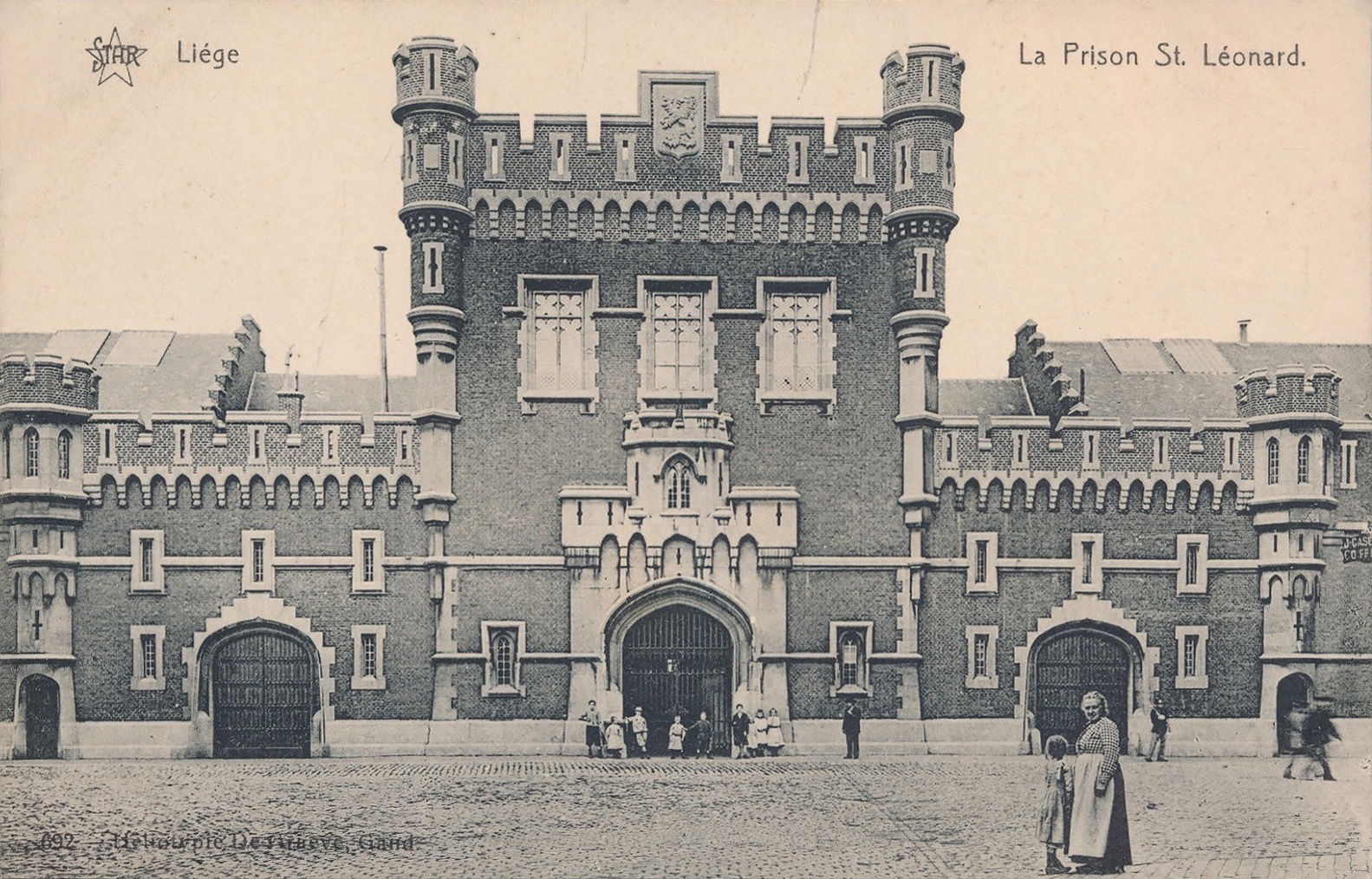
Prison Saint-Léonard, entrée principale.

Au cours du XIXe siècle, les remparts sont détruits, le fossé est progressivement comblé et la place prend forme. Un marché hebdomadaire aux chevaux s'y est tenu au début du XIXe siècle. En 1851, la prison Saint-Léonard, de style néo-gothique, dessinée par l’architecte bruxellois Joseph Jonas Dumont, est inaugurée. Cet imposant édifice surnommé les 100 000 briques par les Liégeois servira de milieu carcéral jusqu'en 1979 avant d'être démoli en 1982 et 1983. Une plaque en mémoire des prisonniers politiques est apposée sur la prison puis dans le parc Saint-Léonard, du côté de la rue de la Résistance après la démolition de la prison.

### Le parc Saint-Léonard
Cette démolition laisse un vaste espace d'environ 18 000 m2 à l'abandon dès 1983 avant d'être réaménagé en l'espace public actuel en 2001 à la suite des résultats d'un concours de réhabilitation organisé par la Ville de Liège en 1994. L'esplanade prend le nom officiel de parc Saint-Léonard en 2002.
L'association ayant remporté le concours est composée du bureau d'architecture Baumans-Deffet (Arlette Baumans), de l'atelier d'architecture Aloys Beguin - Brigitte Massart et d' Anne Rondia,.

## Toponymie
À la suite d'une décision communale, le lieu prend le nom officiel de parc Saint-Léonard en 2002.

## Voies adjacentes
- Rue du Potay
- Rue Vivegnis
- Jonruelle
- Rue Mathieu Laensbergh
- Rue Maghin
- Rue Saint-Léonard
- Place des Déportés
- Féronstrée
- Rue de la Résistance
- Rue Crève-Cœur

### Source et lien externe
- Claude Warzée, « La place des Déportés et le pont Saint-Léonard (ou Maghin) », sur Histoires de Liège, 13 avril 2016 (consulté le 7 août 2023)